# 格蘭比鎮區 (明尼蘇達州尼科萊特縣)
格蘭比鎮區（英語：Granby Township）是位於美國明尼蘇達州尼科萊特縣的一個行政鎮區，於1858年設立。

## 地方資料
格蘭比鎮區的面積為87.90平方千米，當中陸地面積為67.96平方千米，而水域面積為19.64平方千米。根據2020年美國人口普查的數據，當地共有人口220人，而人口密度為每平方千米2.5人。